# Klemen Šturm
Klemen Šturm (sinh 27 tháng 6 năm 1994) là một hậu vệ bóng đá Slovenia thi đấu cho Krško ở Slovenian PrvaLiga.